# إليوت جونز
إليوت جونز (بالإنجليزية: Elliott Hamilton Jones)‏ هو مدير فني أمريكي، ولد في 18 يوليو 1870 في كامدين في الولايات المتحدة، وتوفي في 11 أكتوبر 1951.